# Nieuwendijk (Amsterdam)
De Nieuwendijk verbindt de Amsterdamse Dam met de Haarlemmerstraat en loopt vrijwel evenwijdig aan het Damrak en de Nieuwezijds Voorburgwal in de richting van het Centraal Station. Het laatste stuk gaat echter met een bocht naar links en komt uit op de Martelaarsgracht. Het stuk tussen de Martelaarsgracht en de Haarlemmerstraat wordt in de volksmond de Korte Nieuwendijk genoemd.
De in het verlengde van Kalverstraat gelegen straat is een van de oudste winkelstraten van Amsterdam. De Nieuwendijk vormde, met de Kalverstraat, de dijk langs de westelijke oever van de Amstel, thans, Rokin-Damrak.
Op de dijk langs de westoever (nu de Nieuwendijk) verrezen rond 1225 de uit archeologisch onderzoek oudste bekende (houten) huizen van Amsterdam die niet aan agrarische doeleinden waren gerelateerd. Wat later raakte ook de dijk aan de oostkant bewoond (nu Warmoesstraat). Tussen beide oevers werd, rond 1250, een dam met sluizen gebouwd (de huidige Dam).
Aan het hoogteverschil tussen deze straten is dat nog steeds te zien. Op straatniveau gaan de gevels schuil achter een lange rij winkelpuien. De grachtentuinen aan de achterzijde zijn door bebouwing verdwenen.
Eind jaren 50 en begin jaren 60 was de Nieuwendijk een favoriete samenscholingsplaats voor jongeren die als dijkers werden aangeduid. Tot in de jaren 70 was de straat, zij het beperkt, nog toegankelijk voor auto's. Daarna werd het een voetgangerstraat met aangepaste bestrating.
In het begin van de jaren 90 veroorzaakten junks, met name op het laatste stuk van de Nieuwendijk dat bekendstaat als de Bocht, hier overlast. Tegenwoordig is de straat een moderne winkelstraat, gericht op toeristen en dagjesmensen. 